# Emil Jadziak
Emil Jadziak (ur. 22 kwietnia 1926, zm. 4 lipca 2015) – polski historyk, profesor zwyczajny, pułkownik Wojska Polskiego.

## Życiorys
W 1944 roku ukończył Oficerską Szkołę Piechoty nr 2 w Lublinie. W 1945 służył w 2 Armii Wojska Polskiego. W latach 1947–1948 był komendantem Powiatowego Urzędu Przysposobienia Wojskowego i Wychowania Fizycznego w Lublińcu. W 1949 r. był dowódcą brygady w Powszechnej Organizacji Służba Polsce. W 1952 roku ukończył studia w Akademii Sztabu Generalnego WP. W latach 1952–1972 pracownik naukowo-dydaktyczny Akademii Sztabu Generalnego. Doktorat obronił w 1961 roku, docentem został w 1969, profesorem nadzwyczajnym w 1973, a profesorem zwyczajnym w 1984 roku. W okresie od marca 1973 do maja 1978 był komendantem Wojskowego Instytutu Historycznego. Od 1978 roku szef Katedry Historii Sztuki Wojennej Akademii Sztabu Generalnego WP. 
Członek Rady Naukowej Akademii Sztabu Generalnego WP (od 1969 roku), Rady Naukowej Wojskowego Instytutu Historycznego (1973–1990), Rady Naukowej Instytutu Historii PAN (1973–1980), wiceprzewodniczący Komisji Koordynacji Historii Wojskowej w WP (od 1973). Był także członkiem Komitetu Nauk Historycznych Polskiej Akademii Nauk i dwóch komisji tego komitetu: Historii Wojskowej i Historii II Wojny Światowej (1973–1990). Członek Polskiego Towarzystwa Historycznego, Stowarzyszenia Archiwistów Polskich (od 1986), członek ZBoWiD (członek Rady Naczelnej 1974–1990), członek Rady Ochrony Pomników Walki i Męczeństwa (1973–1990), członek Ogólnopolskiego Komitetu Grunwaldzkiego (1986–1989). Był także członkiem Komitetu Redakcyjnego redagowanego przez 10 lat polskiego wydania 12-tomowej radzieckiej "Historii II wojny światowej 1939-1945".
Członek PZPR (1948–1990). Służbę wojskową zakończył w 1991 roku w wieku 65 lat.
Został pochowany 7 lipca 2015 roku na warszawskim Cmentarzu Północnym. Pogrzeb odbył się bez wojskowej asysty honorowej.

## Nagrody i odznaczenia
Wyróżniony nagrodą resortową II stopnia (1963) oraz dwukrotnie I stopnia (1973, 1986). Odznaczony m.in. Krzyżem Komandorskim Orderu Odrodzenia Polski, Krzyżem Kawalerskim Orderu Odrodzenia Polski, Krzyżem Walecznych, Srebrnym Medalem Zasłużonym na Polu Chwały, Złotym Krzyżem Zasługi, Srebrnym Krzyżem Zasługi, Medalem Zwycięstwa i Wolności, Medalem Komisji Edukacji Narodowej, tytułem honorowym Zasłużony Nauczyciel PRL, czechosłowackim Krzyżem Walecznych, czechosłowackim Orderem Czerwonej Gwiazdy (Czechosłowacja, 1970). Wyróżniony tytułem Honorowy Obywatel Kołobrzegu. W 1983 roku rozkazem MON został wyróżniony wpisem do Honorowej Księgi Czynów Żołnierskich.

## Dorobek naukowy
Autor ponad 160 opracowań monograficznych, studiów, rozpraw naukowych i artykułów dotyczących najnowszej historii wojskowej i historii sztuki wojennej. Był też konsultantem naukowym kilku filmów o tematyce historycznej: „Jarzębina czerwona”, „W te dni przedwiosenne” i „Gwiazdy poranne”.
Jako dydaktyk wypromował przeszło 40 prac dyplomowych absolwentów Akademii Sztabu Generalnego WP oraz przeszło 20 doktorów nauk wojskowych i humanistycznych. Recenzował i opiniował kilkadziesiąt dysertacji doktorskich, kilka habilitacyjnych, a także oceniał dorobek dydaktyczno-naukowy kilkudziesięciu kandydatów na stanowisko docenta i do tytułu profesora nadzwyczajnego i zwyczajnego.

## Wybrane publikacje
- Wybrane operacje i walki ludowego Wojska Polskiego (współautor), 1957 (pozycja wydana także w ZSRR oraz Jugosławii).
- Wyzwolenie Pomorza: działania 1 armii WP w operacji pomorskiej Armii Radzieckiej 6 III – 7 IV 1945, Warszawa: Wydawnictwo Ministerstwa Obrony Narodowej 1962.
- Kazimierz Kaczmarek, W bojach przez Łużyce: na drezdeńskim kierunku operacyjnym, red. nauk. Emil Jadziak, Warszawa: Wydawnictwo Ministerstwa Obrony Narodowej 1965.
- Ludowe Wojsko Polskie 1943-45 (współautor), 1973.
- Braterstwo broni, red. E. Jadziak, P. A. Żylin, Warszawa: Wydawnictwo MON 1975.
- Polsko-radziecki sojusz i braterstwo broni — tradycje i współczesność. 60 lat Armii Radzieckiej, „Za Wolność i Lud” 1978, nr 7, s. 3–8.